# معادلة قياس الارتفاع

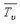

معادلة مقياس الارتفاع، التي تُعرف أيضًا باسم معادلة السماكة، تتعلق بنسبة ضغط الغلاف الجوي بالقياس إلى السماكة المعادلة لطبقة غلاف جوي في ظل افتراضات ثبات درجة الحرارة والجاذبية. وهي مشتقة من المعادلة الهيدروستاتيكية وقانون الغاز المثالي.

## المعادلة
يتم التعبير عن معادلة مقياس الارتفاع على النحوالتالي :
{\displaystyle \ h=z_{2}-z_{1}={\frac {R\cdot {\bar {T}}}{g}}\cdot \ln \left({\frac {p_{1}}{p_{2}}}\right)}
حيث إن:
{\displaystyle \ h} = سماكة الطبقة [m]
{\displaystyle \ z} = الارتفاع الهندسي [m]
{\displaystyle \ R} = ثابت غازات محدد خاص بالهواء الجاف
{\displaystyle \ {\bar {T}}} = متوسط درجة الحرارة بوحدة كلفين [K]
{\displaystyle \ g} = تسارع الجاذبية [m/s2]
{\displaystyle \ p} = الضغط [باسكال (وحدة)]
في مجال الأرصاد الجوية، تكون {\displaystyle p_{1}} و{\displaystyle p_{2}} هي أسطح مساوية الضغط. وفي قياس الارتفاعات مع الغلاف الجوي القياسي الدولي تُستخدم معادلة مقياس الارتفاع لحساب الضغط على ارتفاع معين في الطبقات المتساوية في درجات الحرارة في الغلاف المستقر الستراتوسفير العلوي والسفلي.

## الاشتقاق
معادلة مقياس الارتفاع:
{\displaystyle \ p=\rho \cdot g\cdot z}
حيث إن {\displaystyle \ \rho } هو الكثافة [كجم/م3], تُستخدم لإنتاج المعادلة الخاصة بـ التوازن الهيدروستاتيكي، وتُكتب بالصيغة التفاضلية:
{\displaystyle dp=-\rho \cdot g\cdot dz.}
وهذا القانون يندمج مع قانون الغاز المثالي:
{\displaystyle \ p=\rho \cdot R\cdot T}
لإزالة {\displaystyle \ \rho }:
{\displaystyle {\frac {\mathrm {d} p}{p}}={\frac {-g}{R\cdot T}}\,\mathrm {d} z.}
وهذا يندمج من {\displaystyle \ z_{1}} إلى {\displaystyle \ z_{2}}:
{\displaystyle \ \int _{p(z_{1})}^{p(z_{2})}{\frac {\mathrm {d} p}{p}}=\int _{z_{1}}^{z_{2}}{\frac {-g}{R\cdot T}}\,\mathrm {d} z.}
R وg ثابتان مع z، لذا يمكن إخراجهما خارج المكمل.
وإذا تغيرت درجة الحرارة خطيًا مع z (كما هو مفترض أن يحدث ذلك في الغلاف الجوي القياسي الدولي)،
فيمكن أيضًا أن يتم إخراجها خارج المكمل عند استبدالها مع {\displaystyle {\bar {T}}}، متوسط درجة الحرارة بين {\displaystyle z_{1}} و{\displaystyle z_{2}}.
{\displaystyle \ \int _{p(z_{1})}^{p(z_{2})}{\frac {\mathrm {d} p}{p}}={\frac {-g}{R\cdot {\bar {T}}}}\int _{z_{1}}^{z_{2}}\,\mathrm {d} z.}
ينتج عن التكامل:
{\displaystyle \ln \left({\frac {p(z_{2})}{p(z_{1})}}\right)={\frac {-g}{R\cdot {\bar {T}}}}(z_{2}-z_{1})}
مع التبسيط إلى:
{\displaystyle \ln \left({\frac {p_{1}}{p_{2}}}\right)={\frac {g}{R\cdot {\bar {T}}}}(z_{2}-z_{1}).}
إعادة الترتيب:
{\displaystyle (z_{2}-z_{1})={\frac {R\cdot {\bar {T}}}{g}}\ln \left({\frac {p_{1}}{p_{2}}}\right)}
أو إزالة اللوغاريتم:
{\displaystyle {\frac {p_{1}}{p_{2}}}=e^{{g \over R\cdot {\bar {T}}}\cdot (z_{2}-z_{1})}.}